# Priscilla Pointer
Priscilla Pointer (Nueva York, 18 de mayo de 1924 – Ridgefield, Connecticut, 28 de abril de 2025) fue una actriz de una larga trayectoria en cine y televisión estadounidense. Comenzó su carrera en el teatro a finales de la década de 1940, incluyendo producciones en Broadway. Más tarde, Pointer se trasladó a Hollywood e hizo apariciones en televisión a principios de la década de 1950.

## Biografía
Pointer nació el 18 de mayo de 1924 en Nueva York. Su madre, Augusta Leonora (de soltera Davis), era artista e ilustradora, y su padre, Kenneth Keith Pointer, también era artista. Uno de sus bisabuelos maternos, Jacob Barrett Cohen, pertenecía a una familia judía que vivía en Estados Unidos desde el siglo XVIII.
Pointer estuvo casada con el director de cine y teatro Jules Irving, antiguo director artístico del Lincoln Center, desde 1947 hasta su muerte en 1979; fueron padres de Katie Irving, el director David Irving y la actriz Amy Irving.
Pointer lleva actuando desde finales de los años 40. Comenzó su carrera en el teatro y producciones de Broadway, y luego se instaló en Hollywood para actuar en películas y televisión. Participó en la serie de televisión China Smith (también conocida como The New Adventures of China Smith) en 1954. Tras un largo paréntesis, Pointer volvió a actuar a principios de la década de 1970.
Su primer papel protagonista fue en la telenovela Where the Heart Is, donde interpretó a Adrienne Harris Rainey entre 1972 y 1973.
Pointer fue estrella invitada en Dallas (serie de televisión de 1978) como Rebecca Barnes Wentworth en las temporadas 4 a 6.

## Filmografía
Pointer ha aparecido en numerosas películas, incluyendo Carrie en 1976, donde interpretó en pantalla a la madre de la que es en su vida real su hija, Amy Irving, The Onion Field en  1979, Mamita querida en 1981 junto a la actriz Faye Dunaway, y que relata la vida real de la leyenda del cine Joan Crawford, Twilight Zone: The Movie en  1983, Blue Velvet, de David Lynch, en 1986, A Nightmare on Elm Street 3: Dream Warriors en 1987, e Inferno en 1999. Además de en Carrie, interpretó a la madre de su hija Amy en otras dos ocasiones: en Honeysuckle Rose, de Jerry Schatzberg,  en 1980, y Carried Away, de Bruno Barreto, en 1996.

## Vida personal
Es la madre de la candidata al Premio Óscar Amy Irving, la exsuegra de los cineastas Steven Spielberg y Bruno Barreto, y la suegra del director de documentales Kenneth Bowser, Jr. También es la madre de la cantante Katie Irving, quien interpretó dos canciones escuchadas en la secuencia del baile en el film Carrie, y del director David Irving. Su segundo matrimonio fue con Robert Symonds, desde 1981 hasta su fallecimiento en el 2007.

## Trayectoria en teatro
- A Streetcar Named Desire  (1973)
- Camino Real (1970)
- The Good Person of Szechwan (1969)
- Galileo (1967)
- East Wind (1967)
- Yerma (1966)
- The Alchemist (1966)
- The Caucasian Chalk Circle (1966)
- The Condemned of Altona (1966)
- The Country Wife (1965)
- Danton's Death (1965)